# Bartoniai

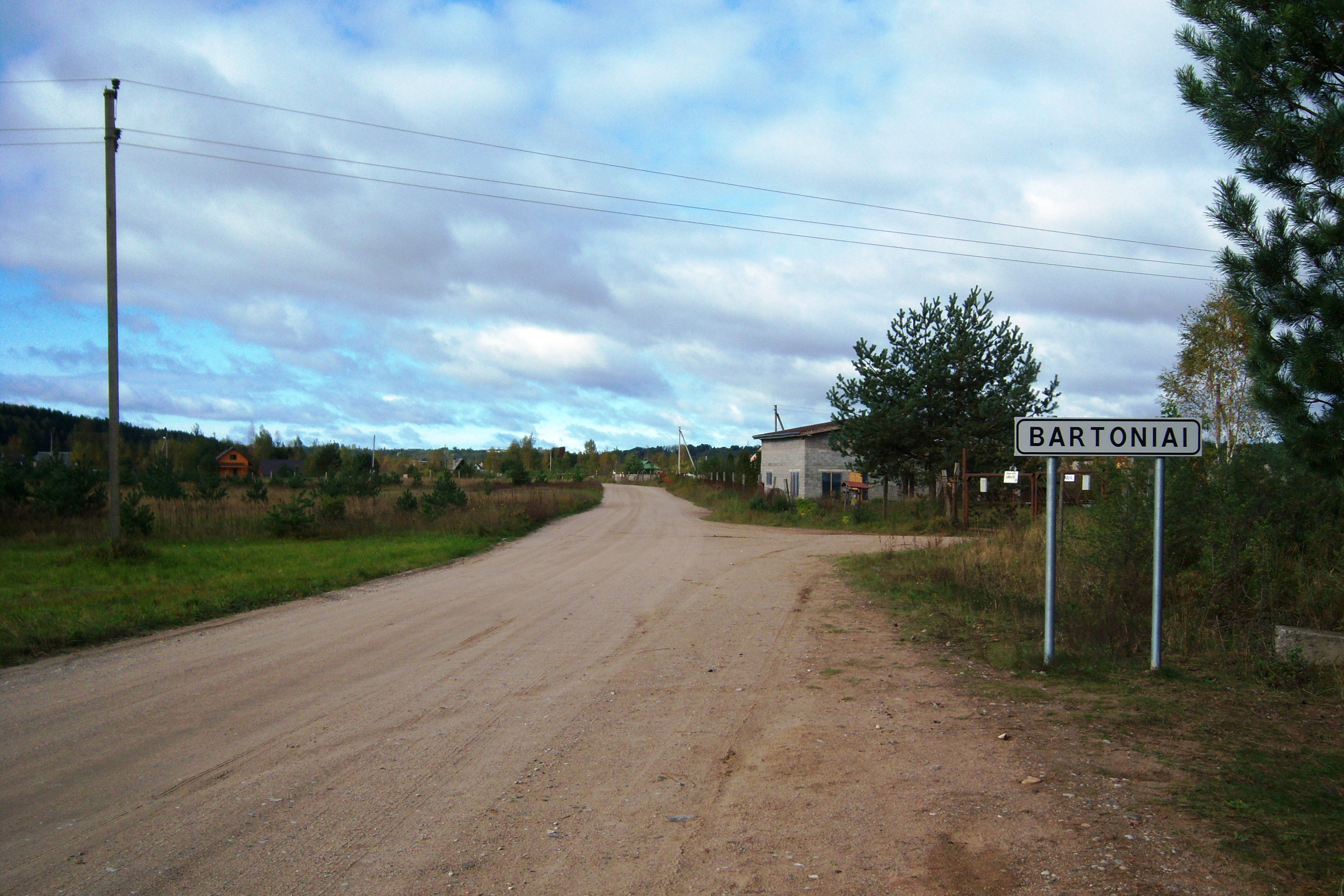
Einfahrt

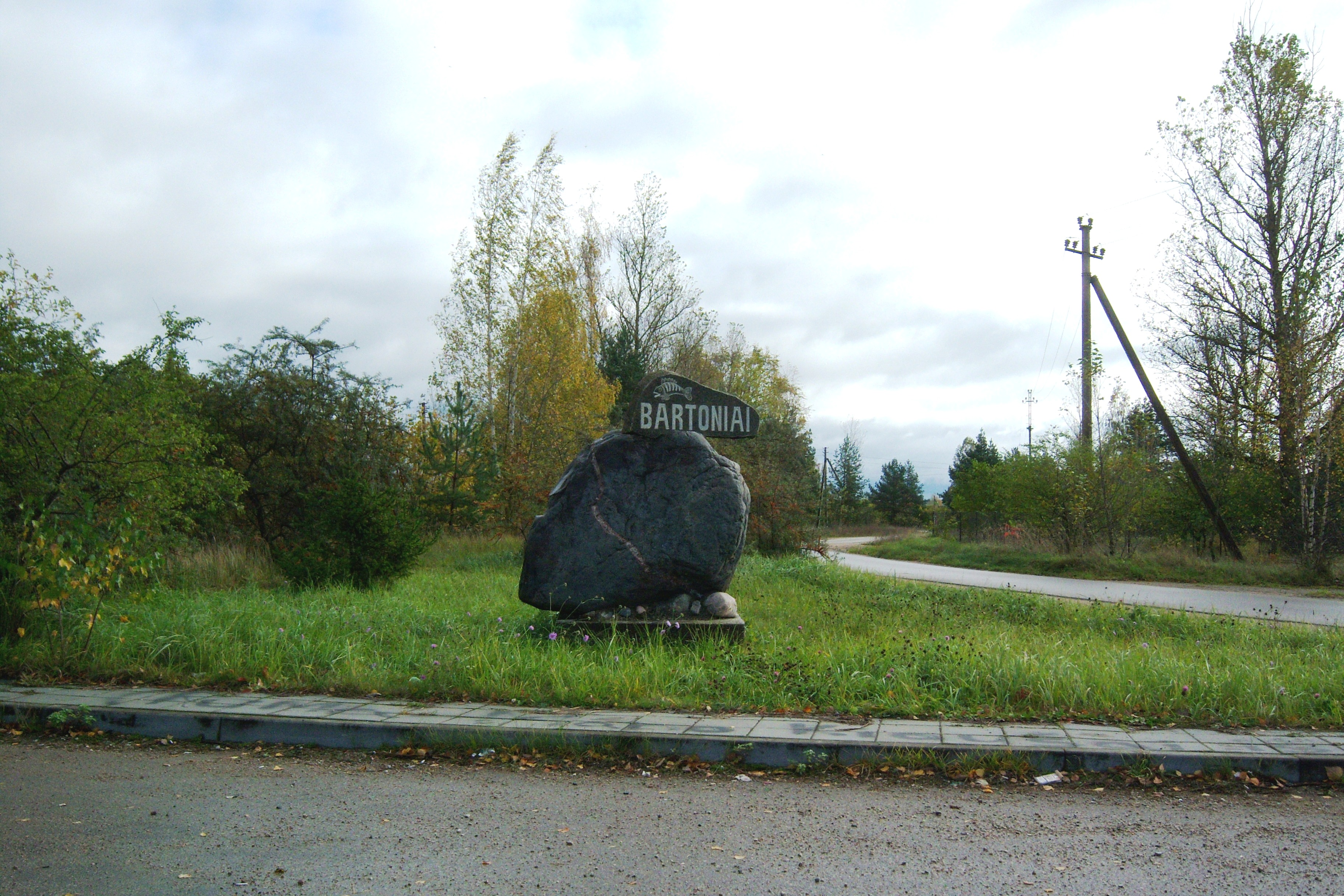
Dorfstein

Bartoniai ist ein Ort im Amtsbezirk Dumsiai, in der Rajongemeinde Jonava, Bezirk Kaunas, Litauen. Das Dorf ist seit 2009 das Zentrum des gleichnamigen Unteramtsbezirks mit 334 Einwohnern. Dem Unterbezirk Bartoniai gehören diese Dörfer: Bartoniai, Salupiai, Šileikos, Stašėnai und Varpiai. Im Dorf Bartoniai leben 197 Einwohner (Stand: 2011). Es gibt einen Friedhof, eine registrierte Dorfgemeinschaft. Das Dorf verbindet die lokale Fernstraße Bartoniai-Stašėnai.

## Geschichte
Der Ort wurde in der Sowjetzeit deutlich verändert. Nachdem man mit Exploitation des Kiestagebaus beendet hatte, wurde ein Stausee eingerichtet und der Dorfsfriedhof vom 19.–20. Jahrhundert wurde zur Insel. Nach den archäologischen und numismatischen Funden wurde festgestellt, dass man hier schon im 15. Jahrhundert bestattete.